# 하늘 부모님
하늘 부모님(Heavenly Parent)은 하늘에 계신 남녀가 짝을 이룬 신적인 존재를 뜻한다.

예수 그리스도 후기성도 교회에서는 아버지 하나님이자 하늘 아버지의 배우자로 하늘 어머니를 인정하여 두분을 하늘 부모님으로 섬긴다.
하나님의교회 세계복음선교협회에서 아버지 하나님과 어머니 하나님을 인정하여 각각 하늘 아버지와 하늘 어머니로도 혼용하며, 실존 인물인 장길자를 어머니 하나님이자 하늘 어머니로, 안상홍을 아버지 하나님이자 하늘 아버지로 믿는다.
문선명 사후 한학자 총재의 세계평화통일가정연합에서는 문선명을 하늘 아버지로, 한학자를 하늘 어머니로 믿는다.

## 같이 보기
- 하늘 어머니
- 어머니 하나님
- 하늘 부모님 (모르몬교)